# نادي الحرية (العراق)
نادي الحرية الرياضي هو فريق كرة قدم عراقي مقره الحرية ببغداد، مدربه في سنه 2011 هو المدرب محمد كاظم الماجدي يلعب حاليا  في الدوري العراقي الدرجة الثالثة.

## روابط خارجية
- نادي الحرية على موقع Goalzz.com
- أندية العراق - تواريخ التأسيس